# Avner Bernheimer
Pour les articles homonymes, voir Bernheimer.
Avner Bernheimer (hébreu : אבנר ברנהיימר), né en Israël le 19 août 1966, est un scénariste et écrivain israélien.

## Biographie
Il est, de 1998 à 2001, le correspondant du journal israélien Yediot Aharonot à Los Angeles où il a étudié l'écriture pour la télévision à l'Université de Californie. Il est l'un des auteurs de la série Florentine (la première série israélienne dont les personnages principaux sont gays) et le scénariste du film Yossi et Jagger.